# أمسية العائلة في المنزل
أمسية العائلة في المنزل أو ليلة العائلة في سياق كنيسة يسوع المسيح لقديسي الأيام الأخيرة، يشير إلى ليلة واحدة في الأسبوع، وعادًة تكون ليلة يوم الاثنين، والتي فيها تُشّجع الأسر المورومونية على قضاء الوقت معًا في الدراسة والصلاة وغيرها من الأنشطة. وفقًا لكنيسة قديسي الأيام الأخيرة، فإن الغرض من ليلة العائلة هو مساعدة الأسر المورمونية على تعزيز أواصر الحب مع بعضها البعض وكذلك توفير مناخ حيث يُمّكن للوالدين تعليم الأطفال مبادئ من الإنجيل.
بالنسبة لمعظم الأسر المورمونية، تضم الأمسية العائلية لعبة أو نشاط ممتع، فضلًا عن درسًا قصيرًا. المسؤوليات مفروضة على الكل وغالبًا ما تكون بالتناوب بين أفراد الأسرة، حتّى الأصغر سنًا يجوز له أن يساعد في تقديم الدرس أو التعبد حول موضوع معين. غالبًا ما يستخدم الآباء هذه الليلة كفرصة لتعليم أطفالهم كيفية تحضير المحادثات والدروس، وكذلك كيفية عقد الاجتماعات. تشجّع المورمونية على الروابط الأسرية وصلة الرحم وتعطيها مكانة خاصة ويظهر ذلك في تخصيص أمسية السبت والإثنين لِلَم شمل العائلة.

## وصلات خارجية
- Official Family Home Evening Website
- A Family Home Evening Website: Lessons for Families, Single Adult Wards, Couples, New members and groups